# Āqāmīr Kandī
Āqāmīr Kandī (persiska: آقامیر کندی, آقامير كَندی) är en ort i Iran.   Den ligger i provinsen Västazarbaijan, i den nordvästra delen av landet, 700 km nordväst om huvudstaden Teheran. Āqāmīr Kandī ligger 847 meter över havet och antalet invånare är 140.
Terrängen runt Āqāmīr Kandī är platt.Runt Āqāmīr Kandī är det ganska glesbefolkat, med 39 invånare per kvadratkilometer. Närmaste större samhälle är Showţ, 18,2 km väster om Āqāmīr Kandī. Trakten runt Āqāmīr Kandī består i huvudsak av gräsmarker.